# Imperio luba

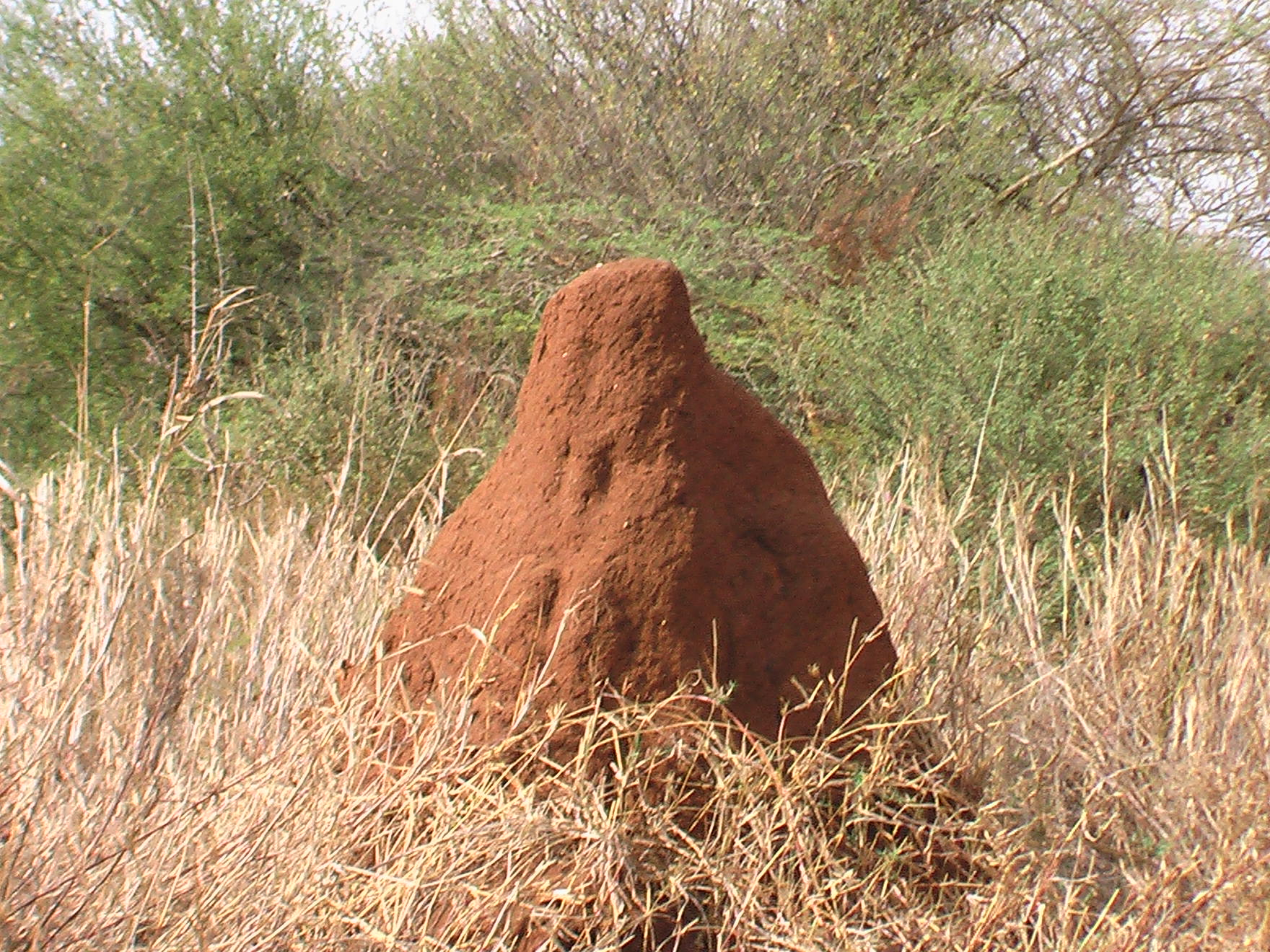
Termitero, de especial significación para los luba (hoy etnia baluba)

El Imperio luba fue un Estado fundado por la etnia luba en África, en lo que hoy es el sur de la República Democrática del Congo y el noreste de Zambia. Durante el reinado de Ilunga Kalala (ca. 1840-1870) el imperio vivió su época de mayor esplendor comercial. A finales del siglo XIX se sumergió en una guerra civil a causa de una crisis dinástica y una serie de presiones extranjeras que lo hizo desaparecer.
En el siglo XVIII, fecha de contacto con los primeros colonos europeos, el Imperio luba era en realidad una serie de estados de tamaño pequeño o mediano que habían evolucionado desde una primitiva cultura upemba del siglo III. A finales del siglo XVIII, los reinos lubas se unieron bajo un poder central mucho más poderoso, cuyo máximo mandatario era el mwata o mulopwe, por motivos fundamentalmente económicos y de forma pacífica, configurándose como imperio comercial.

## Estados

### Estados fundadores
Los estados más importantes que formaron el imperio fueron:
- Kikonja
- Luba Lomani.

### Estados en disputa
Durante la guerra civil que cubrió los últimos años de la historia del imperio, este se fragmentó en diversos territorios, entre los que destacaron dos:
- Luba de Kasai
- Luba de Shaba

## Fronteras
En su época de mayor esplendor, en los primeros años del siglo XIX, el imperio extendía sus territorios y su vasallaje desde los bosques centroafricanos al norte (Sudán del Sur) hasta el Cinturón de Cobre al sur (actual Zambia), y desde el lago Tanganika al este hasta el Reino Kanyok al oeste, inclusive.

## Mito del génesis luba
Existe una narración que relata el origen mitológico de los luba y de su dinastía sagrada. Las evidencias lingüísticas, arqueológicas, etnológicas y geológicas desmienten la narración. Este conjunto de datos sugiere que los luba vivieron siempre en el sur del Zaire, y que experimentaron un gran periodo de estabilidad que les permitió desarrollarse. No obstante, algunas interpretaciones traslucen que puede contar hechos reales. Por medio de este mito se legitima la sucesión luba y se engrandece su pasado.
El mito se transmitía oralmente, de modo que cambia un poco cada vez. Algunos de las primeras versiones escritas datan de 1929 y 1948. Puede resumirse de la siguiente manera:
1. Antes de que las tierras de los luba fueran habitadas un hombre, Kyubaka Ubaka (Sombrerero), y una mujer, Kibumba Bumba (Ceramista) vivían en el curso alto del río Zaire cada uno por su lado. Después de conocerse observaron a dos hienas apareándose y supieron cómo copular. Tuvieron dos hijos gemelos, un varón llamado Kyungu y una mujer llamada Kabange. Cada generación que se sucedía se iba desplazando hacia el oeste, hasta ocupar las tierras de los luba. Uno de sus descendientes fue Mwamba, luego llamado Nkongolo (Arcoíris).
2. Seya, madre de Mwamba, era de piel rojiza. Comprendió que aprovechándose de las tierras por las que pasaba las escamaba. Fijó su residencia y aprendió a utilizar un cuchillo con el que fabricar utensilios.
3. Viendo a unas hormigas derrotar a un mayor número de termitas, Nkongolo quiso ser un líder. Estableció una capital y conquistó a muchas gentes.
4. Mbidi Kiluwe (Mbidi el Cazador), quien tenía la piel muy negra, visitó las tierras y los reinos cercanos a los luba en busca del perro perdido de su hermana. Finalmente llegó al reino de Nkongolo, donde las hermanas de este le encontraron subido a un árbol y fueron a decírselo a su hermano. Nkongolo llevó al forastero a su casa y le ofreció comida y bebida, que fueron rechazadas. El sirviente que acompañaba a Mbidi Kiluwe explicó que este siempre comía y bebía sin que nadie le viera, pues guardaba un fuego sagrado en su cocina.
5. Un día, Nkongolo dijo una broma que hizo reír a su huésped y pudo verle dos dientes afilados. Al comentarlo, Mbidi Kiluwe se ofendió y dijo volverse al este, a su casa. Antes de irse Mbidi, que había preñado a las hermanas de Nkongolo, dijo que si los hijos nacían con la piel oscura sería suyos, pero que si su piel era rojiza no serían de su competencia. Mbidi dejó al dios Mijibu Kalenga dos bolas máginas, una de caucho y otra de hierro, y le dijo que se las diera a sus hijos si querían encontrarle, para que pudiera reconocerlos. Al volver a cruzar el río Zaire de regreso a su casa, Mbidi Kilowe tomó medidas para que ningún hombre de piel roja lo atravesara.
6. Uno de los hijos nació negro, Kalala Ilunga (Ilunga el Guerrero), que precozmente se convirtió en un gran atleta y cazador. Ya adulto, tomó la bola de hierro con el objetivo de ganar en un juego a su tío, Nkongolo. Tras esto se creyó invencible. Nkongolo retó al otro hijo del extranjero, Kisula, a un juego diferente, quien tomó la bola mágica de caucho. Kisula la pateó y la bola rodó por la cocina tirándolo todo, venciendo en el juego. La madre de Nkongolo, que lo vio, se rio de la derrota de su hijo, por lo que fue enterrada viva.
7. Kalala Ilunga, que vio a unas hormigas cargar un grupo de termitas, determinó hacer la guerra a Nkongolo y logró matar a algunos de sus seguidores.
8. Nkongolo, enfurecido por sus derrotas ante sus sobrinos, cargó contra Kalala Ilunga y una vez derrotado este, le obligó a bailar frente a él en un lugar donde había excavado y tapado un hoyo a modo de trampa. El dios Mijibu Kalenga previno a Kalala Ilunga de ella. Este pudo huir ayudado de Mungedi y escapó al este en busca de su padre. Mungedi murió posteriormente.
9. Nkongolo y su ejército salieron en busca de Kalala Ilunga, pero al tener la piel roja no les dejaron atravesar el río Zaire. Intentaron construir naves y un puente, pero no pudieron y tuvieron que darse la vuelta.
10. Kalala Ilunga reunió un ejército en el reino de su padre y fue a conquistar el de Nkongolo. Le sorprendió construyendo una fortaleza en una isla, en la confluencia de los ríos Lomani y Luguvu. Nkongolo huyó a las cavernas de Kai en el río Luembe, donde se escondió. Fue descubierto al cabo por una mujer, quien fue a contárselo a Kalala Ilunga, y Nkongolo fue apresado y ejecutado. Su cabeza y genitales fueron separados de su cuerpo y colocados en una cesta sagrada.
11. Una noche se olvidaron la cesta en una aldea llamada Kimona y por la mañana había allí un hormiguero. Fue tomado por una señal de que el espíritu quería quedarse allí, y Kimona se convirtió en la primera ciudad sagrada de los luba.
12. Kalala Ilunga estableció una corte en Munza y se llamó a sí mismo Mwine Munza (Señor de Munza), y obligó a todas las naciones adyacentes a pagarle tributo.
13. De los hijos de Kalala Ilunga sobrevivieron dos: Kazadi Milele, que era normal, e Ilunga Mwila, que tenía el cuerpo cubierto de pelos como si fuera un animal. Furioso con su aspecto, Kalala Ilunga ordenó matarle, pero sus ejecutores decidieron esconder al niño y engañar a su padre.
14. Kazadi Milele murió en una misión encargada por su padre. (de baixo)Su cabeza cortada fue depositada en una cesta sagrada y se dejó en un pueblo llamado Shinta, que se convirtió en pueblo sagrado. Cuando Kalala Ilunga se lamentaba por no tener herederos le contaron el engaño. Entonces Kalala Ilunga fue a buscar a su hijo. Ilunga Mwila sucedió felizmente a su padre y continuó la dinastía sagrada.
15. Kasongo Mwine Kibanza (Kazongo, Señor de Kibanza) sucedió a Ilunga Mwila en el trono. Tuvo cuatro hijos físicamente anormales, por lo que no les creía capaz de gobernar. Uno de ellos era Ilunga Mpuji, que cometió adulterio con la esposa mayor de su padre. Los dos fueron ahogados en el río, a lo que les acompañó otro de los hijos. Volvieron al pueblo en espíritu, convertidos respectivamente en leopardo, león y elefante, y comenzaron a matar gente. Kasongo Mwine Kibanza consultó al espíritu divino Nkulu, y a sus instancias puso comida y cerveza en las encrucijadas. De tal manera pudo atrapar a los animales y matarlos.
16. Kasongo Bonswe, hijo del hermano no adúltero muerto en el río, era el nieto favorito de Kasongo Mwine Kibanza. Un día que Kasongo Mwine Kibanza tenía sed pidió a sus hijos que fueran a buscar agua, pero todos se negaron. Entonces Kasongo Bonswe fue a buscarla, y de camino cogió miel de una colmena. Kasongo Mwine Kibanza se sintió tan agradecido quele nombró su sucesor. Cuando a la muerte de Kasongo Mwine Kibanza, sus hijos se declararon sucesores, todos fueron muertos por animales o en batalla. Kasongo Bonswe se convirtió en soberano y estableció su capital en Kabanda, que pasó a ser una ciudad sagrada.

## Historia
Se han encontrado vestigios arqueológicos de la llamada cultura Upemba al sur de la República Democrática del Congo que datan del siglo III en adelante. A partir del siglo VIII un periodo de calma y bonanza permitió la existencia de una civilización en los territorios luba que dominaba la metalurgia y que daría lugar a la etnia. En el siglo XIII se puede hablar ya de la etnia luba, que comenzó a establecer su sociedad y que se une definitivamente en naciones desde el siglo XV. En el siglo XVII, al norte del Reino de Cazembe, se estableció el mayor de los reinos de los luba hasta el momento, algunos de cuyos territorios habían pertenecido al reino Upemba doscientos años antes. Curiosamente sus centros de culto estaban en lo alto de la depresión del Upemba, pero no en sus zonas más bajas, como había sido hasta entonces. De este reino, nacido en un periodo conocido como Era Kisalian, se conocen pocos datos.
Ya en el siglo XVIII los luba se agrupaban en distintos reinos, más o menos pequeños e interrelacionados entre sí. La riqueza generada por el comercio del marfil motivó a la clase aristocrática a crear una superestructura política estable a finales de ese siglo.
Los distintos jefes lubas, interesados en construir un imperio comercial, ofrecieron siempre que fue posible relaciones de vasallaje mediante tributos, en una suerte de Pax Luba. Las tribus que la aceptaban gozaban de cierta estabilidad política y de crecimiento comercial. Esta falta de agresividad comenzó a cambiar en el siglo XVIII. Las principales conquistas del imperio fueron las de los reyes Ilunga Sunga (c. 1780 o 1790 - c. 1810), Kumwimba Ngombe (c. 1810 - c. 1840) e Ilunga Kalala (c. 1840 - c. 1870). Estros tres reyes consiguieron crear el mayor imperio que había existido en el África Subsahariana.
Ilunga Sunga intentó expandirse al oeste por Kalundwe, sin éxito. Notando la resistencia en esa dirección extendió su influencia hacia el este, entre el lago Tanganica y el río Lualaba. Su hijo Kumwimba conquistó la región de los lagos del Lualaba, rica en peces y aceite de palmeras, tras lo cual se dirigió al sur y consiguió controlar las minas de los samba, territorios cercanos al Reino bemba, que comenzaba a ganar poder. Al mismo tiempo consolidó las conquistas del este creando allí una provincia.
El Imperio luba alcanzó su mayor extensión bajo el reinado de Ilunga Kalala. Para entonces el imperio era centro de un gran comercio internacional. En los años 1870 el mwata comenzó a perder poder a la vez que la economía dejaba de crecer, propiciando la inestabilidad del imperio. Se cree que el sistema de sucesión dinástica fue discutido, pues no aseguraba que todos los líderes estuviesen preparados para gobernar, lo cual desembocó en guerra. Lo cierto es que no puede asegurarse, ya que los escritos de esa época son escasos y mucha información luego recopilada ha sido a través de historias contadas oralmente. Sí es cierto que entre los tres reyes citados se habían intercalado reinados efímeros y disputas.
Más probable, sin embargo, es que la crisis de los lumba fuera propiciada por la caída del comercio de marfil, que había supuesto su principal mercado. Con el fin de este comercio las relaciones internacionales de los luba cambiaron. El Reino de Yeke al sur comenzó a conquistar los territorios de las minas de cobre en la década de 1860 y se hacía fuerte. Este mismo reino, cuyo poder se basaba en lo militar y no en lo económico, introdujo por primera vez a gran escala en la región el uso de armas de fuego. Al norte, los árabes suajili traspasaban las fronteras lubas para conseguir el marfil por ellos mismos.
Ante estas dos amenazas los lubas intentaron intercambiar armas por esclavos, pues ya apenas disponían de marfil. Estos fueron aceptados a precios muy bajos. El imperio intentó sobrevivir a costa del comercio de esclavos, reduciéndose sus fronteras por el norte y por el sur. Esto generó disensiones entre la población. A todo esto se le sumó otro problema, el de la etnia cokwe, que durante siglo XIX había experimentado un gran aumento demográfico y desde la década de 1870, asentados principalmente en el Imperio lunda, atacaban y aterrorizaban a buena parte de los centroafricanos, incluidos los lubas.
Todas estas causas influyeron en la caída del poder central del imperio, que se sumió en una guerra civil y terminó por desaparecer a finales del siglo XIX.

## Economía

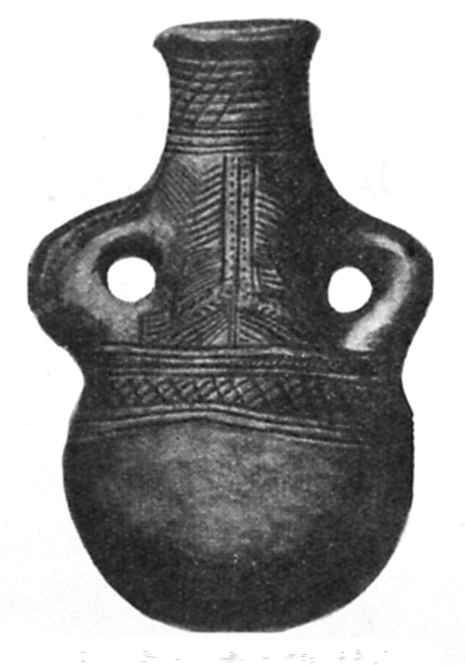
Cerámica luba recogida en 1908

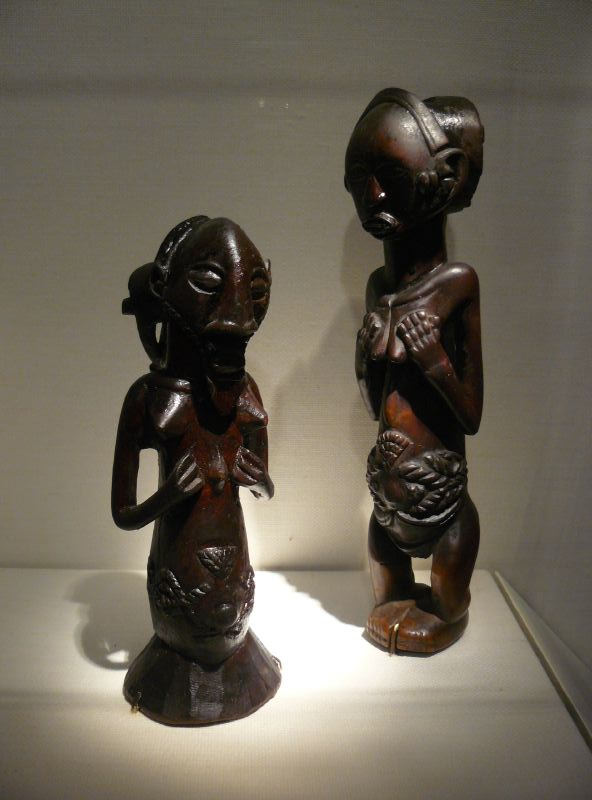
Figuras luba talladas en madera

Las excavaciones revelan que en torno al siglo VIII las civilizaciones que habitaban la zona de África Central que luego ocuparían los luba vivieron un esplendor de la metalurgia y otras técnicas y comenzaron a comerciar.A finales del siglo XVIII el territorio luba estaba dividido en pequeños estados o principados especializados en economías concretas como la pesca, la obtención de sal y la de aceite de palmera. Los países del sur obtenían cobre y se lo vendían a los luba. El medio fundamental de intercambio de productos entre los luba era el tributo. Los productores pagaban a sus jefes y así sucesivamente, siempre siguiendo un esquema vertical.
A finales del siglo XVIII y comienzos del XIX los estados del Imperio luba comenzaron a comerciar con otros países, como ya habían hecho sus vecinos de Lunda y Cazembe, especialmente Luba Lomani, el estado que más rápidamente se aprovechó de las grandes rutas comerciales. Probablemente también era el mayor y más centralizado. Este estado comenzó estableciendo relaciones con los mercaderes de marfil de Bisa, que ya no podían seguir comerciando con el Reino de Cazembe debido a la escasez del producto. El Imperio luba generó un mercado de marfil centralizado y unas normas de tasación para poder exportarlo a Bira. Los comerciantes y cazadores de elefantes que llegaban al imperio desde Bira no portaban armas de fuego, por lo que fueron bien recibidos por los luba.
Durante el reinado de Ilunga Kalala el imperio tenía un comercio internacional desarrollado de sal, aceite de palmera, cobre, esclavos, ropa, cestas, hierro, pieles de cebra y peces. Tenía contactos con el Imperio lunda y el Reino Kaniok. En la década de 1870 la economía luba empezó a debilitarse.

## Política y sociedad
La religión era importante en el Imperio luba, y los bambudye y los nigromantes gozaban de un buen estatus social.
Los bambudye formaban una asociación o institución aristocrática a la que debían pertenecer todos los jefes y líderes de cualquier tipo. Su origen es desconocido. Los gobernantes lubas debían mantener escrupulosamente los ritos de la asociación si querían mantenerse en el poder, de modo que el imperio estaba sujeto, mediante estos, a los bambudye como colectivo. A él pertenecían, como es evidente, los jefes locales, tanto de las tierras incorporadas al imperio durante un reinado anterior como los de las nuevas conquistas. De esta manera la asociación se convertía en un foro de debate que intermediaba entre las decisiones de los gobernantes y el pueblo.

## Arte
No conocían el uso de la carpintería para tallar muebles ni otras muchas cosas de los hombres blancos. Les llamaba la atención en particular los ropajes europeos, pues para ellos la ropa tenía un componente mágico. Sin embargo la cultura luba es conocida por sus esculturas de madera, y forma parte importante de la historia artística de la región del Congo.
Los reyes lubas adoptaron a partir del siglo XVII insignias arqueadas fabricadas en hierro y después, talladas en madera.